# Café de gatos

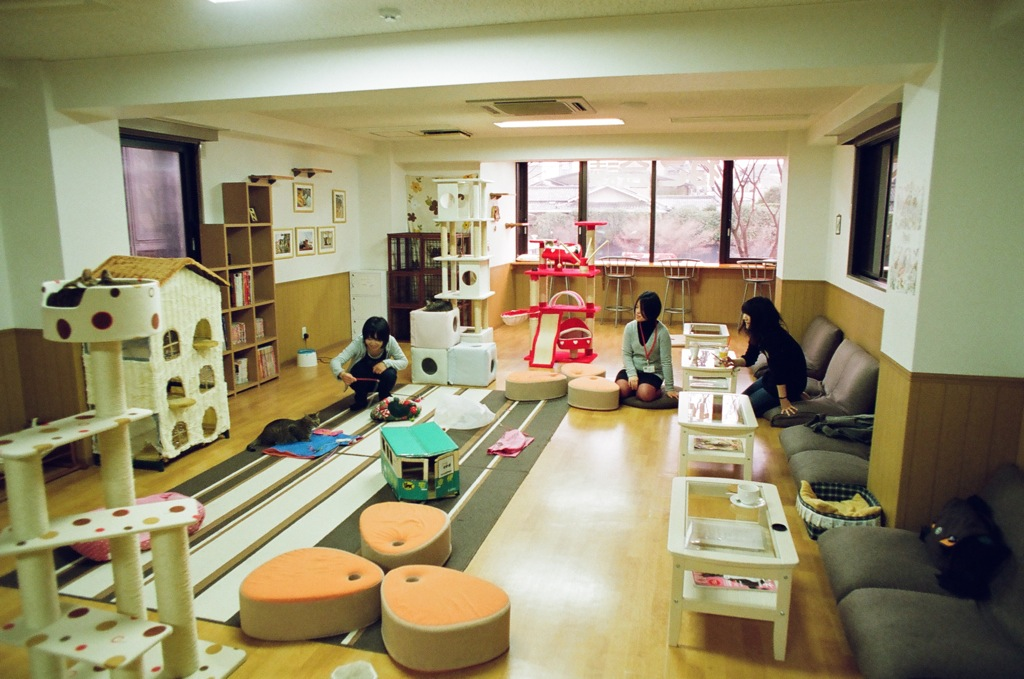
Nekokaigi, un pequeño café de gatos en Kioto.

Un café de gatos (猫カフェ?) es un establecimiento público en el que sus clientes pueden jugar con gatos u observarlos. Suele ser un establecimiento en el que se sirve café o infusiones, y algunos disponen de una sección de lectura. Los clientes pagan una entrada que suele ser por períodos de tiempo.
Para poder ejercer la actividad es obligatorio cumplir con estrictos requerimientos y regulaciones para asegurar la salud y el bienestar de los animales y los clientes, y estar en posesión de una licencia.

## Pioneros

### Asia
El primer café de gatos, llamado "貓花園", Jardín de Gatos,  abrió en Taipéi, Taiwán en 1998. La fama del establecimiento alcanzó Japón y empezó a atraer visitantes de este país.
En 2004 se inauguró  el primer café de gatos en Japón, en la ciudad de Osaka, llamado Tienda de Gatos (猫の時間 Neko no Jikan?). 
Actualmente los cafés de gatos son muy populares en Japón: en Tokio hay más de 40 establecimientos. El pionero fue Tiempo de gatos (猫の店 Neko no Mise?), de Norimasa Hanada, que abrió sus puertas en 2005. 
Hay establecimientos especializados en determinadas razas, en gatos negros o de otros colores. Algunos también procuran crear conciencia sobre el abandono y el maltrato. También pueden dedicarse a otras mascotas, como los conejos, son comunes en Japón. La popularidad de los cafés de gatos se debe a la prohibición de tener mascotas en edificios de apartamentos y conjuntos residenciales.

### Europa
El primer café de gatos de Europa, Cafe Neko, apareció en Viena en marzo de 2012.
El primer café de gatos parisino se inauguró el 21 de septiembre de 2013 en el barrio del Marais
En octubre de 2013 abrió sus puertas el primer café de gatos en España, La Gatoteca, sede social de la ONG por la adopción de gatos ABRIGA, el cual se encuentra en Madrid.
El primer café de gatos en  Italia es el MiaGola cafè, que se inauguró en Turín el 22 de marzo de 2014. El segundo, llamado Neko Cafè, abrió también en Turín, en abril de 2014.
El primer café de gatos de Finlandia, Kissakahvila Purnauskis, abrió sus puertas en Tampere en octubre de 2014.

### Latinoamérica
El primer café de gatos de Latinoamérica fue inaugurado en Ciudad de México. Se llamó La Gatería y fue cerrado en febrero de 2019.

### Sudamérica
El primer café de gatos de Sudamérica fue inaugurado en Santiago de Chile. Se llama El Mundo de Dalí Catcafé, se encuentra en Providencia y fue inaugurado a principios de agosto de 2016.